# Фабиан
Вижте пояснителната страница за други личности с името Фабиан.
Фабиан е двадесетият римски папа от януари 236 г. до 20 януари 250 г.
Селски свещеник случайно преминаващ през Рим, Фабиан привлича вниманието на събралите се да изберат нов папа християни когато бял гълъб каца на главата му. Силно суеверните ранни християни приемат това като божествен знак за светостта на Фабиан и го избират за папа (според Евсевий Кесарийски).
Управлява Римската Църква в продължение на 14 години и сред постиженията му се приема покръстването на император Филип I Араб и неговия син, разширяване и благоустрояване на катакомбите, въвеждане на първи официални регистри на мъчениците и техните дела. По време на неговия понтификат, се извършва много по организацията на църковния живот. Прави опит и за мащабно покръстване на галите като изпраща седем епископи да проповядват в Галия. Постига обаче трайно покръстване на малък брой общини.
Фабиан е убит като мъченик (обезглавен) при преследванията по времето на римския император Деций. Погребан е в гробницата на папа Каликст I. Надгробният надпис на гръцки, все още е запазен.
Обявен е за светец, и е почитан на 20 януари.